# Правителство на Северна Македония (15)
Правителство на Северна Македония – орган на изпълнителната власт в Македония, избран след оставката на правителството на Димитър Ковачевски. То е избрано от Събранието на Северна Македония на 28 януари 2024 г. и има служебен характер - включва представители на управляващите и опозицията и има за задача да проведе парламентарните избори през май 2024 г..

## Състав
Съставът на кабинета включва общо 20 члена, включително с председателя.
| министерство                                                                            | име | име                | партия              |
| --------------------------------------------------------------------------------------- | --- | ------------------ | ------------------- |
| министър-председател                                                                    |     | Талат Джафери      | ДСИ                 |
| първи заместник министър-председател, по европейските въпроси                           |     | Боян Маричич       | СДСМ                |
| заместник министър-председател, по политическата система и отношенията между общностите |     | Артан Груби        | ДСИ                 |
| заместник министър-председател, по политиките за добро управление                       |     | Славица Гърковска  | СДСМ                |
| заместник министър-председател, по икономическите въпроси                               |     | Фатмир Битики      | СДСМ                |
| отбрана                                                                                 |     | Славянка Петровска | СДСМ                |
| вътрешни работи                                                                         |     | Панче Тошковски    | ВМРО-ДПМНЕ          |
| правосъдие                                                                              |     | Кренар Лога        | Алианс за албанците |
| външни работи                                                                           |     | Буяр Османи        | ДСИ                 |
| финанси                                                                                 |     | Фатмир Бесими      | ДСИ                 |
| икономика                                                                               |     | Крешник Бектеши    | ДСИ                 |
| земеделие, гори и водно стопанство                                                      |     | Люпчо Николовски   | СДСМ                |
| здравеопазване                                                                          |     | Фатмир Меджити     | Алианс за албанците |
| образование и наука                                                                     |     | Йетон Шакири       | ДСИ                 |
| труд и социална политика                                                                |     | Гьоко Велковски    | ВМРО-ДПМНЕ          |
| местно самоуправление                                                                   |     | Ристо Пенов        | ЛДП                 |
| култура                                                                                 |     | Бисера Стойчевска  | СДСМ                |
| информационно общество и администрация                                                  |     | Азир Алиу          | Алианс за албанците |
| транспорт и връзки                                                                      |     | Благой Бочварски   | СДСМ                |
| околна среда и пространствено планиране                                                 |     | Кая Шукова         | СДСМ                |

## Промени от 12 февруари 2024 г.[2]
Промените се налагат поради разцеплението в партията "Алианс на албанците", поради което двама министри от крилото на дотогавашния председател Арбен Таравари са сменени с привърженици на основателя на партията Зиядин Села.
| министерство                           | име | име         | партия              |
| -------------------------------------- | --- | ----------- | ------------------- |
| здравеопазване                         |     | Илир Демири | Алианс за албанците |
| информационно общество и администрация |     | Азир Алиу   | Алианс за албанците |